# Johann Ofner

Johann Ofner

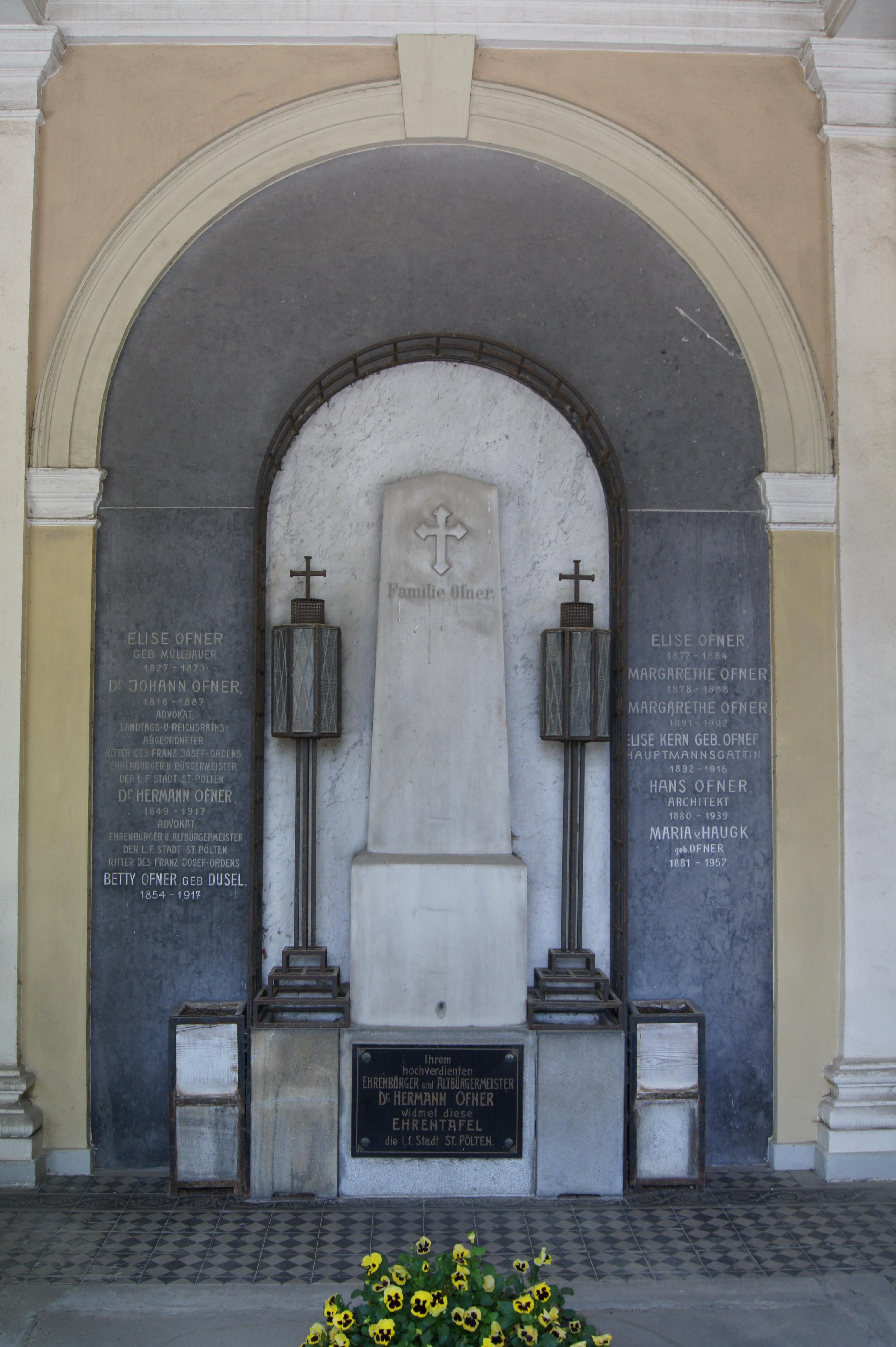
Familiengrab Ofner auf dem Hauptfriedhof St. Pölten, in dem auch Johann Ofner und Hermann Ofner bestattet sind

Johann Ofner (* 6. November 1816 in Nauders; † 16. Juli 1887 St. Pölten) war österreichischer Politiker (Deutschliberale Partei und deren Folgeparteien), Abgeordneter zum niederösterreichischen Landtag und zum Reichsrat sowie 10. Bürgermeister von St. Pölten.

## Leben
Johann Ofner wurde am 6. November 1816 im Tiroler Nauders als Sohn eines Kaufmanns geboren. Er besuchte ein Gymnasium in Meran, studierte kurz Philosophie an der  Universität Trient, bevor er sein Jusstudium in Innsbruck absolvierte. 1848 oder 1849 ließ er sich in St. Pölten als Advokat nieder. 1850 wurde er als Mitglied der deutschliberalen Partei in den ersten St. Pöltner Gemeinderat gewählt, dem er bis zu seiner Wahl zum Bürgermeister 1870 angehörte. Darüber hinaus war Ofner ab 1861 bis zu seinem Tod Abgeordneter zum niederösterreichischen Landtag.
Er wurde auch in den Reichsrat entsandt, das erste Mal 1861. In seiner ersten Amtszeit war er Mitglied in zahlreichen Ausschüssen, so wurde unter seiner Mithilfe unter anderem das Stempel- und Gebührengesetz von 1862 ausgearbeitet.
1867 verzichtete er, als Gegner des Österreichisch-Ungarischen Ausgleichs, auf eine Wiederwahl.
Nachdem sich seine Partei im Zuge des Gründerkrachs zersplittert hatte, trat er für eine der Nachfolgeparteien, dem „Verein der Verfassungsfreunde“, zur Reichsratswahl 1873 an. Kurz danach war er Mitglied der Fortschrittspartei. Als sich diese mit der Verfassungspartei zu den Vereinigten Linken zusammenschloss, wechselte er zu dieser Partei. Bereits 1885 trennte er sich mit Teilen seiner Partei ab und gründete den Deutschen Klub. Schon 1882 trat er vom Amt des Bürgermeisters zurück. Dies dürfte vor allem an den Angriffen seines Parteikollegen und ehemaligen Angestellten Karl Heitzler im St. Pöltner Wochenblatt gelegen haben. Bis er seine Kanzlei 1884 an seinen Sohn Hermann Ofner übergab, war er  immer auch als Advokat tätig, für die Stadt St. Pölten erledigte er Rechtsgeschäfte kostenlos.
Johann Ofner verstarb am 16. Juli 1887, als aktiver Mandatar in Landtag und Reichsrat, in St. Pölten an Marasmus und wurde am Hauptfriedhof St. Pölten bestattet.

## Ehrungen
- Dr.-Ofner-Gasse in St. Pölten (1887)[4]
- Ehrenbürger der Stadt St. Pölten (1857)[1]
- Ehrenbürger der Stadt Ybbs an der Donau[1]
- Ehrenbürger der Stadt Scheibbs[1]